# David Rott
David Rott (Leverkusen, 1º settembre 1977) è un attore tedesco, attivo principalmente in campo teatrale e televisivo.
Tra cinema e - soprattutto - televisione, ha partecipato ad una quarantina di produzioni.
Ha interpretato, tra l'altro, il ruolo dell'imperatore Francesco Giuseppe nella fiction televisiva Sissi, trasmessa in Italia il 28 febbraio e il 1º marzo 2010.

## Filmografia parziale
- Sissi - miniserie TV, (2010)
- Belle e gemelle (Im Brautkleid meiner Schwester) - film TV, regia di Florian Froschmayer (2012)
- Gli specialisti (Die Spezialisten - Im Namen der Opfer) - serie TV, (2016-2019)